# Echinocereus
Echinocereus  este un gen de cactuși mici și mijlocii, cilindrici cu 50 de specii în sud-estul Statelor Unite și Mexic. Florile sunt mari și fructele comestibile. Multe specii de Echinocereus  preferă soarele direct.

## Specii
- Echinocereus acifer
- Echinocereus adustus
- Echinocereus apachensis
- Echinocereus barthelowanus
- Echinocereus bonkerae
- Echinocereus boyce-thompsonii
- Echinocereus brandegeei
- Echinocereus chloranthus
- Echinocereus cinerascens
- Echinocereus coccineus
- Echinocereus ctenoides
- Echinocereus dasyacanthus
- Echinocereus engelmannii
- Echinocereus enneacanthus
- Echinocereus fasciculatus
- Echinocereus fendleri
- Echinocereus knippelianus
- Echinocereus ledingii
- Echinocereus milleri
- Echinocereus nicholii
- Echinocereus nivosus
- Echinocereus pacificus
- Echinocereus papillosus
- Echinocereus pectinatus
- Echinocereus pentalophus
- Echinocereus polyacanthus
- Echinocereus salm-dyckianus
- Echinocereus scheeri
- Echinocereus rechenbachii
- Echinocereus rigidissimus
- Echinocereus russanthus
- Echinocereus stramineus
- Echinocereus triglochidiatus
- Echinocereus viridiflorus
- Echinocereus websterianus

Genul Morangaya G.D.Rowley y Wilcoxia Britton & Rose au fost făcute sinonime cu Echinocereus.

## Bibliografie

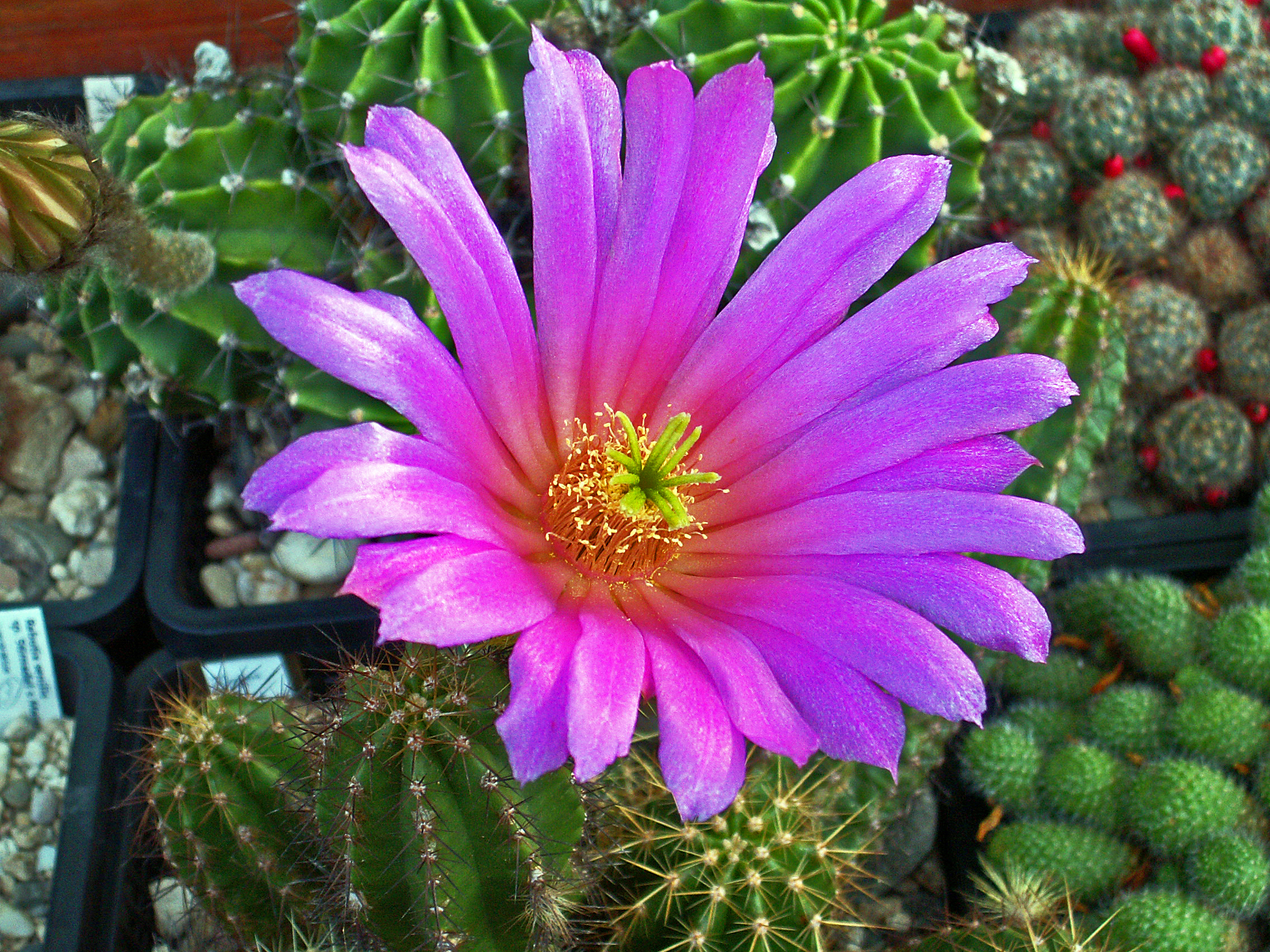
Echinocereus viereckii
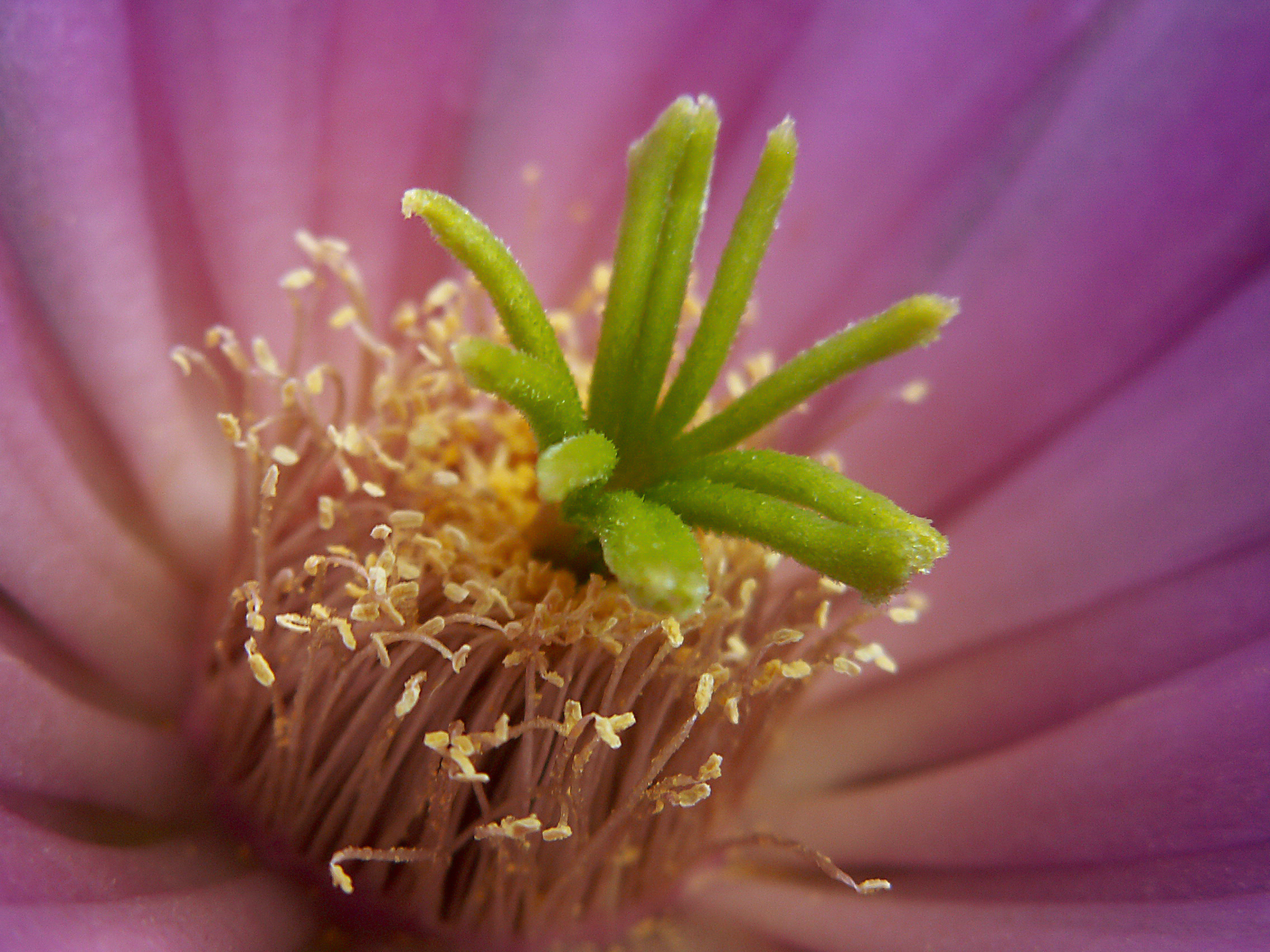
Echinocereus viereckii
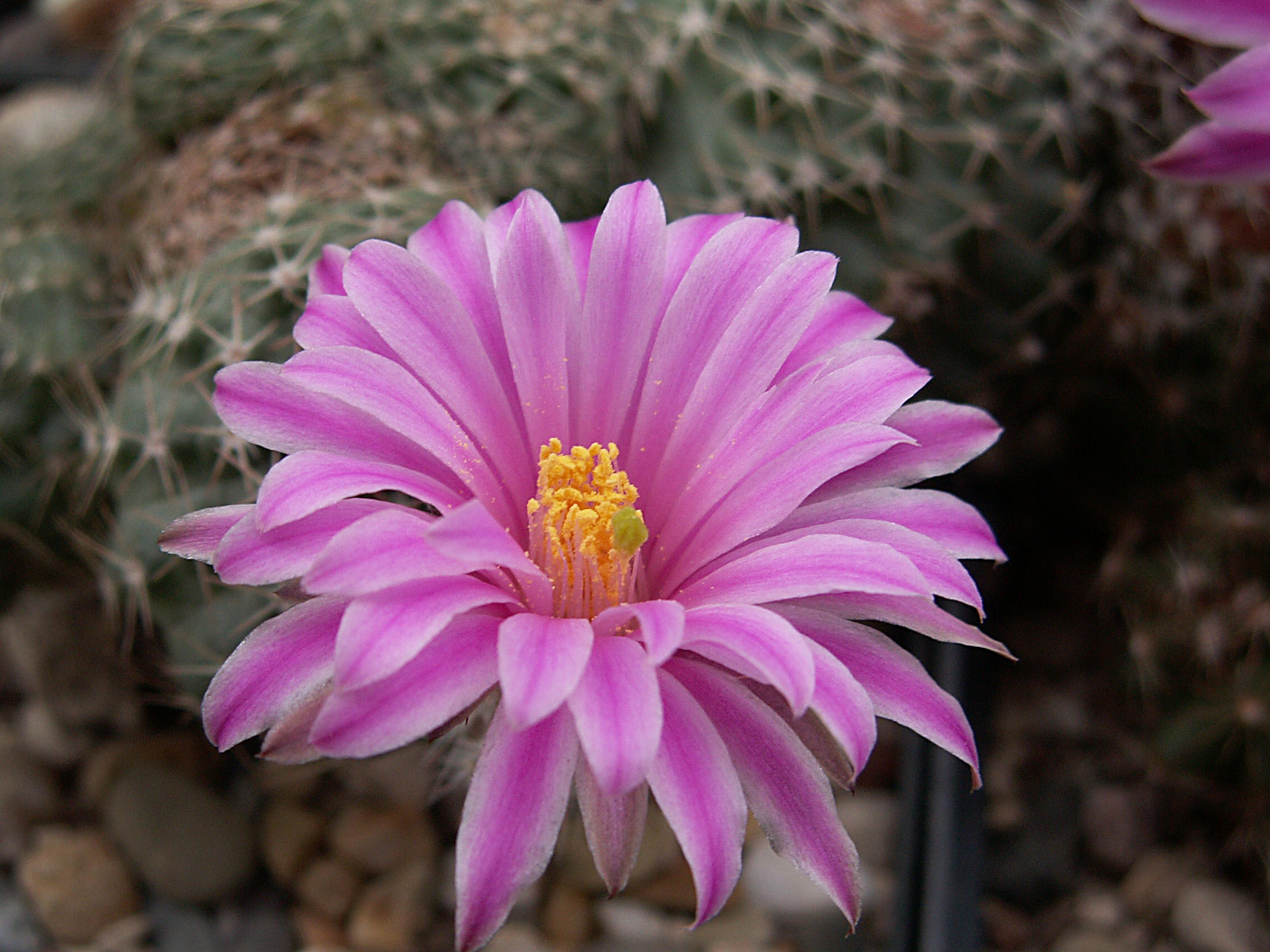
Echinocereus amoenus
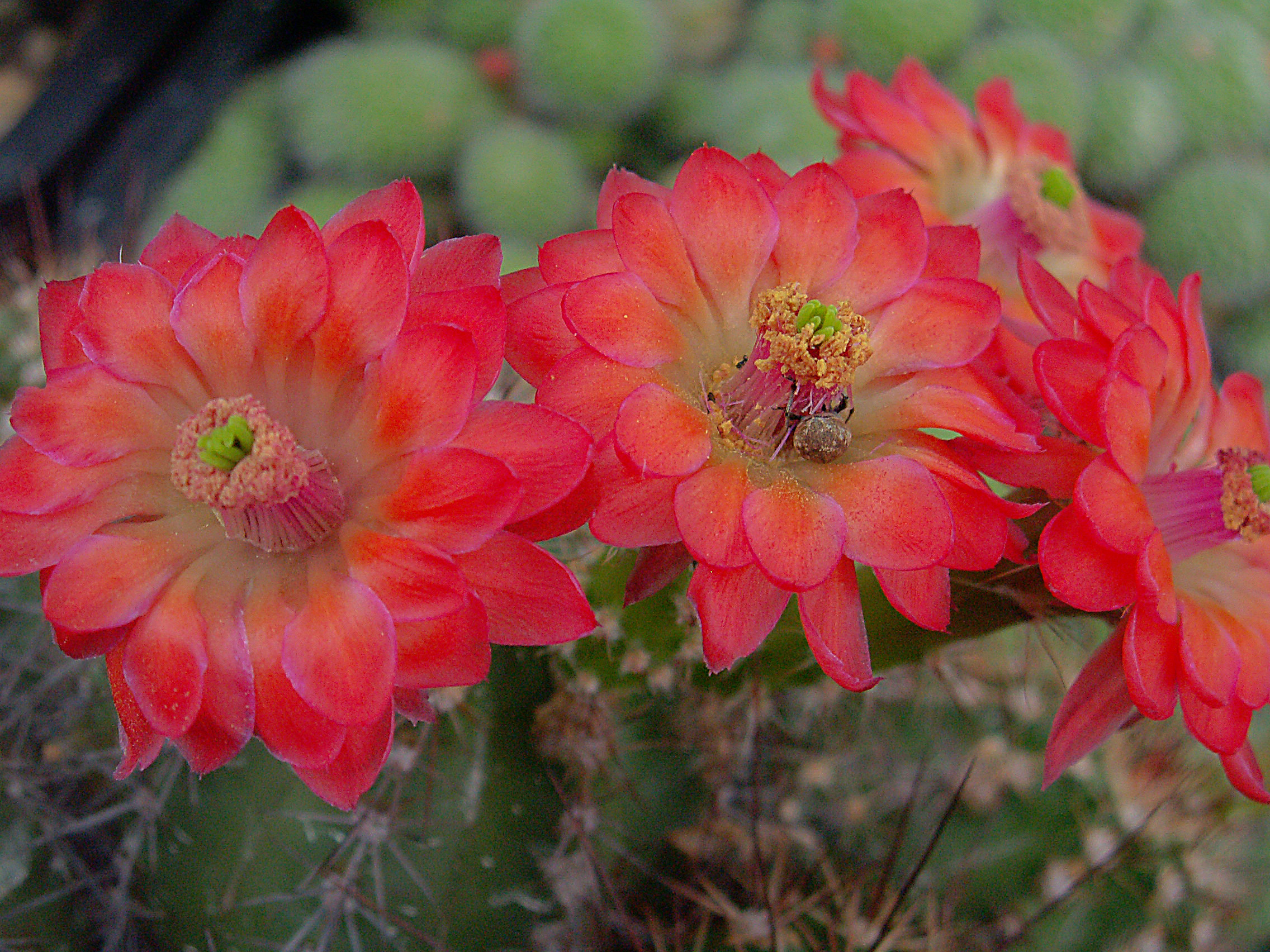
Echinocereus fendleri robustus
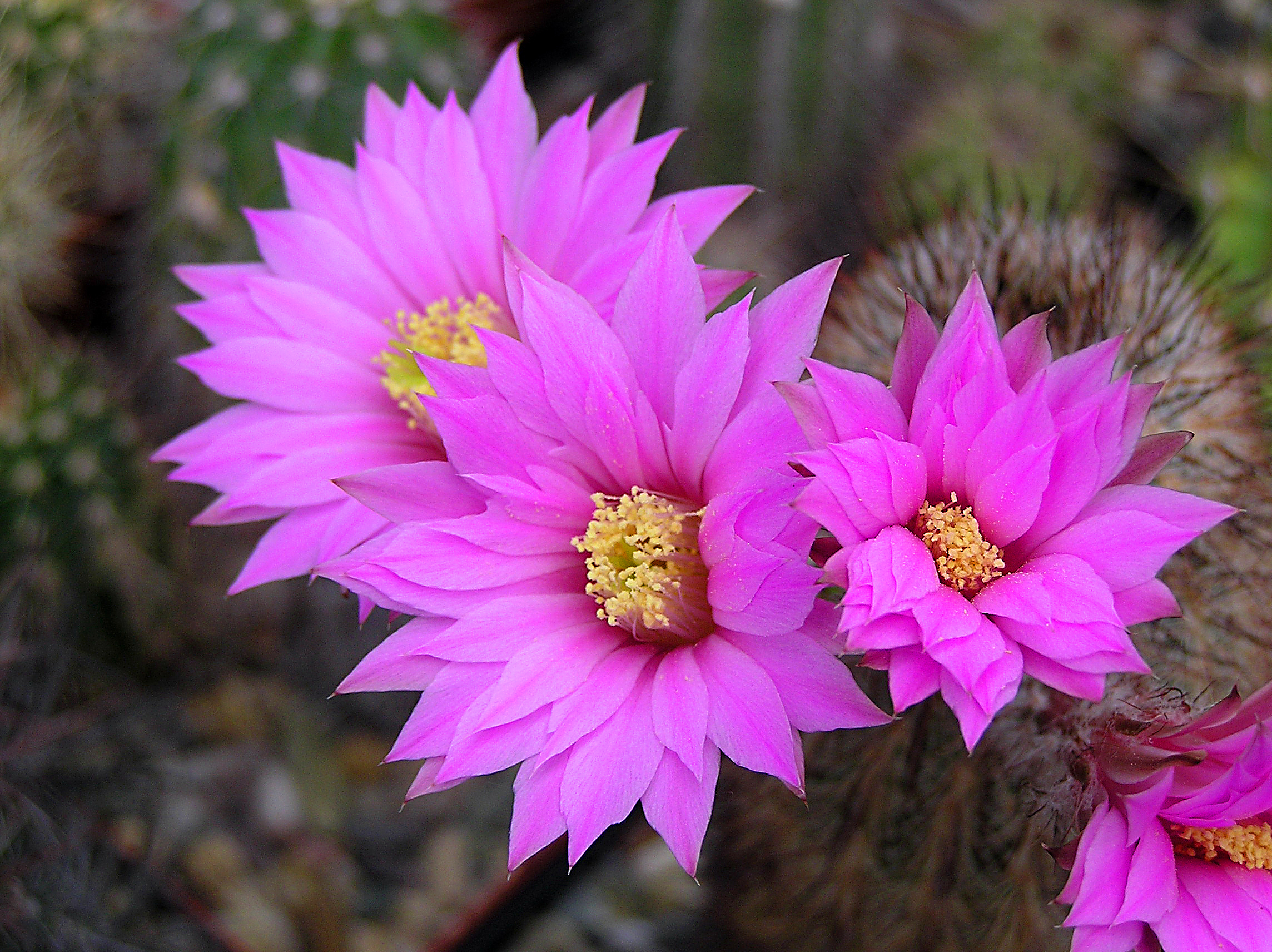
Echinecereus lauii
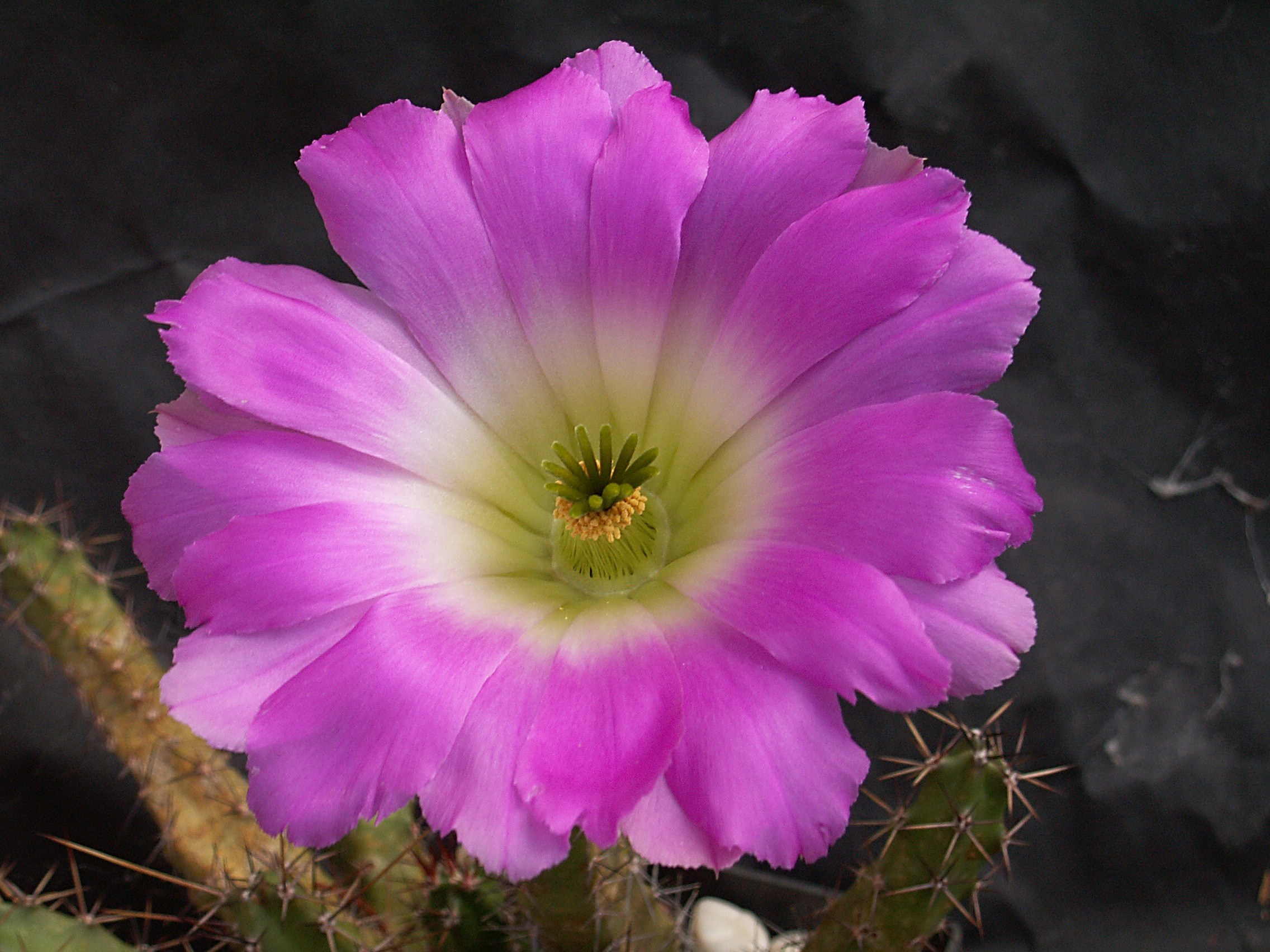
Echinocereus pentalophus (DC.) Hort.F.A. Haage ssp. procumbens (Engelmann) Blum et Lange